# Phlegmatospermum eremaeum
Phlegmatospermum eremaeum là một loài thực vật có hoa trong họ Cải. Loài này được E.Shaw miêu tả khoa học đầu tiên.